# Калліано (провінція Асті)
Калліано (італ. Calliano, п'єм. Calian) — муніципалітет в Італії, у регіоні П'ємонт,  провінція Асті.
Калліано розташоване на відстані близько 490 км на північний захід від Рима, 45 км на схід від Турина, 13 км на північ від Асті.
Населення — 1329 осіб (2014).
Щорічний фестиваль відбувається 21 жовтня. 

## Демографія
Населення за роками:

Станом на 1 січня 2023 року в муніципалітеті офіційно проживало 85 іноземців з 18 країн, серед них 27 громадян країн Євросоюзу та 3 громадяни України.

## Сусідні муніципалітети
- Альфьяно-Натта
- Асті
- Кастаньоле-Монферрато
- Кастелл'Альферо
- Грана
- Пенанго
- Портакомаро
- Скурцоленго
- Тонко